# Лоингсех мак Энгуссо
Лоингсех мак Энгуссо (др.‑ирл. Loingsech mac Óengusso; погиб 12 июля 704) — король Кенел Конайлл (будущего Тирконнелла; 666?—704) и верховный король Ирландии (696—704) из Северных Уи Нейллов.

## Биография

### Король Кенел Конайлл
Лоингсех был сыном Энгуса мак Домнайлла, погибшего в 650 году в сражении со своими двоюродными братьями Келлахом мак Маэл Кобо и Коналлом Каэлом, и внуком верховного короля Ирландии Домналла мак Аэдо, скончавшегося в 642 году.
Точно неизвестно, когда Лоингсех мак Энгуссо получил власть над Кенел Конайлл. Предыдущим правителем этого королевства, о котором упоминают исторические источники, был умерший в 658 году Келлах мак Маэл Кобо. Возможно, непосредственным предшественником Лоингсеха был его дядя Айлиль Фланн Эса, смерть которого в ирландских анналах датируется 666 годом. Первое упоминание о Лоингсехе как правителе Кенел Конайлл относится к 672 году. В том году в ходе междоусобицы он одержал победу над Дунгалом мак Маэл Туйлом из септа Кенел Богайн, павшим на поле боя.

### Верховный король Ирландии

Ирландия в VIII — первой трети IX века

Лоингсех мак Энгуссо получил титул верховного короля Ирландии после убитого в 695 году Финснехты Пиролюбивого из рода Сил Аэдо Слане. Он стал первым, после Келлаха мак Маэл Кобо, верховным королём из рода Кенел Конайлл. В «Анналах Ульстера» сообщается, что Лоингсех овладел титулом, победив другого претендента, короля Бреги Конгалаха мак Конайнг Куйрре. Конгалах умер в 696 году и только с этого момента, по свидетельству «Анналов Тигернаха», началось единоличное правление Лоингсеха как верховного короля Ирландии. «Лейнстерская книга» наделяет его восемью годами правления, в то время как трактат «Laud Synchronisms» сообщает о том, что он владел титулом верховного короля девять лет.
В правление Лоингсеха мак Энгуссо в Ирландию с миссионерской поездкой прибыл аббат Айоны Адамнан, дальний родственник верховного короля. При покровительстве Лоингсеха святой успешно боролся с растущим влиянием монастыря в Арме, соперника аббатства на острове Айона. Результатом этой деятельности стало проведение в 697 году Биррского синода, большого собрания представителей ирландской и британской знати и духовенства. На нём, в присутствии сорока церковников и пятидесяти одного светского лица, состоялось утверждение «Закона невинных» — свода правил, разработанных Адамнаном. Своё согласие быть гарантами исполнения этого закона «в Ирландии и Британии» выразила бо́льшая часть ирландских владетелей того времени, включая Конгала Кеннмагайра и Фогартаха мак Нейлла. В составленной по этому случаю хартии имя короля Лоингсеха упоминалось первым среди всех правителей-гарантов.
Из общеирландских событий правления Лоингсеха мак Энгуссо анналы сообщают о большом падеже скота в Ирландии в 699 году и последовавших за этим в следующем году голоде и эпидемии чумы. В «Истории Ирландии» автора XVII века Джеффри Китинга сообщается, что этот голод длился три года. Также упоминаются нападения на восточное побережье Ирландии отрядов британских валлийцев.
Возможно, или желая расширить владения Кенел Конайлл или намереваясь поставить под свою верховную власть короля Келлаха мак Рогаллайга, Лоингсех мак Энгуссо в 704 году совершил поход в Коннахт. Согласно поэме «Basa adhaigh i ccorann, basa uacht, basa omum», он надеялся без труда одолеть бывшего уже в старческих летах короля Келлаха. Однако правитель коннахтцев сумел собрать войско, лично возглавил его и в сражении при Коранне (в современном графстве Слайго) 12 июля одержал решительную победу над войском верховного короля. Сам Лоингсех, три его сына (Артгал, Коннахтах и Фланн Герг) и множество воинов пали на поле боя.
Новым правителем Кенел Конайлл и верховным королём Ирландии стал двоюродный брат Лоингсеха, Конгал Кеннмагайр.

### Семья
Согласно трактату XII века «Banshenchas» («О известных женщинах») и «Истории Ирландии» Джеффри Китинга, супругой Лоингсеха мак Энгуссо была Муйренн (умерла в 748), дочь короля Лейнстера Келлаха Куаланна. В то же время ирландские анналы называют эту женщину супругой короля Бреги Иргалаха мак Конайнга Куйрре из рода Сил Аэдо Слане. Возможно, сведения этих исторических источников верны, и Муйренд инген Келлайг была дважды замужем.
Кроме трёх сыновей, погибших вместе с отцом в битве при Коранне 12 июня 704 года, двумя другими детьми Лоингсеха были верховный король Ирландии Флатбертах мак Лоингсиг и Фергал, в 707 году одержавший победу над коннахтцами и, таким образом, отомстивший им за смерть отца и братьев.

### Итоги правления
Вероятно, покровительство, оказывавшееся Лоингсехом мак Энгуссо аббатству Айона, стало причиной упоминания в ирландских анналах этого монарха как «короля Ирландии» (лат. rex Hiberniae). Таким же титулом из рода Кенел Конайлл наделялся и дед Лоингсеха, Домналл мак Аэдо. Вплоть до середины IX века, в ирландских анналах только эти два лица были названы правителями всей Ирландии. Всего же за время до английского завоевания в XII веке лишь двенадцать ирландских владетелей были удостоены анналами титула «король Ирландии». Предполагается, что подобный титул был заимствован средневековыми анналистами из составленной на Айоне «Хроники Ирландии» — общего источника для раннеирландской историографии.
Правление верховных королей Лоингсеха мак Энгуссо и Конгала Кеннмагайра было временем наибольшего влияния рода Кенел Конайлл на события в Ирландии. В более позднюю эпоху ведущую роль среди Северных Уи Нейллов уже играли правители Айлеха из рода Кенел Эогайн.